# Kythnos
Kythnos er en lille gold ø i det græske øhav Kykladerne.
For at komme til øen må man sejle via Kéa, Serifos, Sifnos, Milos eller Piræus, til havnebyen Mérichas.
- Wikimedia Commons har flere filer relateret til Kythnos

37°23′N 24°25′Ø / 37.38°N 24.42°Ø